# Шмидт, Элиза
Элиза Шмидт (нем. Elise Schmidt; 1 октября 1824 — 28 июля 1911) — немецкая писательница, актриса
 и переводчица
.

## Биография
В юности, в 1838—1849 гг., выступала как драматическая актриса. Оставив сцену, полностью посвятила себя драматургии, в которой дебютировала в 1846 году драмой «Паганини». Драма «Иуда Искариот» (1848) осталась самым известным сочинением Шмидт. Позднее она обратилась также к художественной прозе, опубликовав, в частности, роман «Современники» (нем. Zeitgenossen; 1866). Начиная с 1855 года популярность приобрели мелодекламации Шмидт (первоначально — с музыкальным сопровождением Алины Шлихткруль) по мотивам древнегреческой драмы, которую Шмидт для этого сама переводила и обрабатывала: таким образом появились её переложения «Прометея» Эсхила (1855); его же «Агамемнона» (1857), «Эдипа в Колоне» Софокла (1857), «Электры» Еврипида (1857), его же «Вакханок» (1869) и «Птиц» Аристофана (1869).